# Napaea dioica
Napaea dioica är en malvaväxtart som beskrevs av Carl von Linné. Napaea dioica ingår i släktet Napaea och familjen malvaväxter. Inga underarter finns listade i Catalogue of Life.